# 祁头山遗址
31°53′26″N 120°19′02″E / 31.89045°N 120.31720°E
祁头山遗址，位于中华人民共和国江苏省无锡市江阴市的一个古遗址。

## 特点
2000年8月，江阴文博工作者在新长铁路取土工地发现。同年8月至2001年1月，南京博物院、无锡博物馆和江阴博物馆对遗址进行了抢救性发掘。发掘面积630多平方米，清理出新石器时代灰坑39座、墓葬132座，出土遗物200余件（包括石器18件、玉器17件、陶器166件），为新石器时代早期马家浜文化遗址。2002年10月22日，江苏省人民政府认定其为江苏省文物保护单位。